# Гострячка різноборіздкова
Гострячка різноборіздкова (Lophozia heterocolpos) — вид печіночників порядку юнгерманіальних (Jungermanniales).
Вид вважається синонімом до Mesoptychia heterocolpos (Thed. ex Hartm.) L.Söderstr. & Váňa

## Поширення
Батьківщиною є Європа, Азія, Північна Америка.